# SN 1974J
SN 1974J – supernowa typu Ia* odkryta 14 października 1974 roku w galaktyce NGC 7343. Jej maksymalna jasność wynosiła 15,60m.